# Thomas von Gizycki
Thomas von Gizycki (* 27. Oktober 1963 in Marburg) ist ein deutscher Politiker (Bündnis 90/Die Grünen). Er war von 2019 bis 2024 Abgeordneter im Landtag Brandenburg.
1987 trat Thomas von Gizycki den Grünen bei. Von 1989 bis 1991 war er Mitglied im Ortsvorstand der Grünen im Kreisverband Köln-Innenstadt. Als Sprecher des Ortsverbands Bonn Endenich war er für die Partei von 1992 bis 1995 aktiv. Er war von 1998 bis 2008 sowie erneut ab 2014 Stadtverordneter im Hohen Neuendorf. 2003 wurde er zudem im Landkreis Oberhavel erstmals in den Kreistag gewählt. 2008 übernahm Thomas von Gizycki das Amt des Kreistags-Fraktionsvorsitzenden der Grünen. Von 2008 bis 2014 war er zugleich Sprecher des Grünen-Kreisverbands Oberhavel.
Thomas von Gizycki zog über den zehnten Listenplatz der Landesliste der Grünen bei der Landtagswahl in Brandenburg 2019 in den Landtag Brandenburg ein. Bei der Landtagswahl 2024 zogen die Grünen nicht mehr in den Landtag ein; von Gizycki schied somit aus dem Landtag aus.